# Ursula Herking
Ursula Herking (28 de enero de 1912 - 17 de noviembre de 1974) fue una actriz y artista de cabaret de nacionalidad alemana.

## Biografía
Su verdadero nombre era Ursula Natalia Klein, y nació en Dessau, Alemania, siendo su madre la actriz teatral y cantante Lily Herking, fallecida en el incendio del Hoftheater (actual Altes Theater de Dessau) en el año 1922. Tras unas primeras actuaciones en Dessau, en 1928 fue a Berlín, pero no superó el examen de ingreso en la Escuela de Arte Dramático Ernst Busch. En vez de ello, hasta 1930 tomó clases de interpretación en la escuela teatral de Leopold Jessner.
Después inició su carrera en el Friedrich-Theater de Dessau, local en el que encarnó a Jenny en La ópera de los tres centavos y a la abuela en Emilio y los detectives. En la temporada 1933/34 actuó en el Konzerthaus Berlin, y hasta su cierre en 1935, en el cabaret de Werner Finck Die Katakombe.
Además de su trabajo en teatro de bulevar, a partir del año 1933 obtuvo numerosos papeles cinematográficos. En sus actuaciones, a menudo breves y de reparto, solía encarnar a mujeres rollizas e ingeniosas. Sin embargo, a partir del otoño de 1944 hubo de trabajar en una fábrica de armamento.
Tras la Segunda Guerra Mundial fue a Múnich, y a partir de 1946 fue la estrella del cabaret de Rudolf Schündler Die Schaubude, donde también actuaban Erich Kästner, Axel von Ambesser y Herbert Witt, alcanzando fama con la canción compuesta por Kästner Marschlied 1945.
En 1948 fue cofundadora del Theater Die Kleine Freiheit, y en 1956 perteneció al primer elenco del cabaret Münchner Lach- und Schießgesellschaft. Otros locales en los que actuó fueron el Kom(m)ödchen de Düsseldorf y los cabarets berlineses Der Rauchfang y Die Hinterbliebenen. Fue también artista diseuse, grabando el disco Frivolitäten – 10 Diseusen – 10 Chansons, de Polydor. Con Wolfgang Neuss y Wolfgang Müller fundó el Nürnberger Trichter. 
Además continuó con su trabajo cinematográfico, siendo su papel más destacado el que hizo en 1955 en el film antibélico Kinder, Mütter und ein General, el de una decidida madre buscando la salvación de su hijo.
En su faceta teatral, actuó en Kleinen Freiheit, en la pieza de Jacques Deval Eine Venus für Milo, y en la de Frank Marcus Schwester George muß sterben. En el Westfälisches Landestheater de Castrop-Rauxel, en 1968 asumió el papel titular en La madre, y en el Jungen Theater de Hamburgo, en 1972 trabajó en la obra de Rolf Hochhuth Die Hebamme. En Berna, en la temporada 1973/74, fue Winnie en la pieza de Samuel Beckett Los días felices. También actuó en la Komödie Berlin, y desde principios de los años 1970 en el Landestheater de Tubinga y en el Ernst Deutsch Theater de Hamburgo. Como actriz televisiva, fue destacada su aparición en el De Rudi Carrell Show.
En el año 1967 Herking recibió el Schwabinger Kunstpreis, y también se le concedió una estrella en el Paseo de la Fama del Cabaret. 
En un primer matrimonio, Ursula Herking estuvo casada con el industrial y posterior cofundador de la Unión Social Cristiana de Baviera Johannes Semler. La pareja tuvo dos hijos, Susanne Hess (nacida en 1937) y Christian Semler (1938–2013).
Ursula Herking falleció en Múnich, Alemania, en el año 1974, siendo enterrada en el Cementerio Westfriedhof de esa ciudad. En 2012, y a instancias de su hijo Christian, fue llevada a enterrar junto a sus padres, Lily Herking y Willy Klein, en el Cementerio III de Dessau.

## Filmografía (selección)
- 1933 : Wasser hat Balken
- 1934 : Lottchens Geburtstag
- 1935 : Wer wagt – gewinnt
- 1935 : Liebesleute
- 1936 : Das häßliche Entlein
- 1936 : Hier irrt Schiller
- 1936 : Heiratsbüro Fortuna
- 1936 : Stärker als Paragraphen
- 1936 : Onkel Bräsig
- 1936 : Die letzten Grüße von Marie
- 1936 : Susanne im Bade
- 1937 : Der glückliche Finder
- 1937 : Togger
- 1937 : Meine Frau, die Perle
- 1937 : Sherlock Holmes
- 1937 : Die Kronzeugin
- 1937 : Unter Ausschluß der Öffentlichkeit
- 1937 : Gasparone
- 1938 : Kleiner Mann – ganz groß
- 1938 : Eine Nacht im Mai
- 1938 : Ida
- 1938 : Rote Orchideen
- 1938 : Der Tag nach der Scheidung
- 1938 : Die 4 Gesellen
- 1939 : Zwölf Minuten nach zwölf
- 1939 : Familie auf Bestellung
- 1939 : Fräulein
- 1939 : Heimatland
- 1939 : Rote Mühle
- 1940 : Fahrt ins Leben
- 1940 : Frau nach Maß
- 1940 : Alles Schwindel
- 1940 : Was wird hier gespielt?
- 1940 : Der liebe Besuch
- 1940 : Das Herz der Königin
- 1940 : Kora Terry
- 1941 : Spähtrupp Hallgarten
- 1941 : Eine Nacht in Venedig
- 1941 : Auf Wiedersehn, Franziska
- 1941 : Frau Luna
- 1941 : Annelie
- 1941 : Frauen sind doch bessere Diplomaten
- 1941 : Ein Windstoß
- 1942 : Hab mich lieb!
- 1942 : Geliebter Schatz
- 1943 : Liebeskomödie
- 1943 : Kollege kommt gleich
- 1943 : Ein Mann mit Grundsätzen?
- 1943 : Akrobat schö-ö-ö-n
- 1944 : Die Affäre Roedern
- 1944 : Nora
- 1944 : Eine reizende Familie
- 1944 : Eine Frau für drei Tage
- 1944 : Ein fröhliches Haus
- 1945 : Das Mädchen Juanita
- 1945 : Das seltsame Fräulein Sylvia
- 1946 : Peter Voss, der Millionendieb
- 1948 : Danke, es geht mir gut
- 1949 : Krach im Hinterhaus
- 1949 : Einmaleins der Ehe
- 1950 : Schatten der Nacht
- 1950 : Schön muß man sein
- 1950 : Export in Blond
- 1950 : Dreizehn unter einem Hut
- 1950 : Absender unbekannt
- 1950 : Wenn eine Frau liebt
- 1950 : Mädchen mit Beziehungen
- 1950 : Wer fuhr den grauen Ford?
- 1950 : Furioso
- 1951 : Eine Frau mit Herz
- 1951 : Die Frauen des Herrn S.
- 1951 : Schatten über Neapel
- 1951 : Engel im Abendkleid
- 1951 : Das späte Mädchen
- 1952 : Der keusche Lebemann
- 1952 : Tanzende Sterne
- 1952 : Der Tag vor der Hochzeit
- 1953 : Hollandmädel
- 1953 : Keine Angst vor großen Tieren
- 1953 : Die Kaiserin von China
- 1953 : Ich und Du
- 1954 : Columbus entdeckt Krähwinkel
- 1954 : Keine Angst vor Schwiegermüttern
- 1954 : Ball der Nationen
- 1955 : Die spanische Fliege
- 1955 : Special Delivery
- 1955 : Unternehmen Schlafsack
- 1955 : Squirrel (TV)
- 1955 : Kinder, Mütter und ein General
- 1956 : Hilfe – sie liebt mich
- 1956 : Kirschen in Nachbars Garten
- 1956 : Skandal um Dr. Vlimmen
- 1956 : Ein Herz kehrt heim
- 1956 : Nichts als Ärger mit der Liebe
- 1956 : Das alte Försterhaus
- 1956 : Ich und meine Schwiegersöhne
- 1956 : Musikparade
- 1956 : Ein Mann muß nicht immer schön sein
- 1957 : Witwer mit fünf Töchtern
- 1957 : Weißer Holunder
- 1957 : Zwei Herzen voller Seligkeit
- 1957 : Die unentschuldigte Stunde
- 1958 : Der Filmschnitt
- 1958 : Münchhausen in Afrika
- 1958 : Solange das Herz schlägt
- 1958 : Der lachende Vagabund
- 1959 : Frau im besten Mannesalter
- 1959 : Traumrevue
- 1959 : Das blaue Meer und Du
- 1959 : Ja, so ein Mädchen mit sechzehn
- 1959 : Heimat – Deine Lieder
- 1960 : Immer will ich dir gehören
- 1960 : Pension Schöller
- 1960 : Sooo nicht, meine Herren!
- 1961 : Bankraub in der Rue Latour
- 1961 : Davon träumen alle Mädchen
- 1962 : Verrückt und zugenäht
- 1963 : Tim Frazer (miniserie TV)
- 1963–1965 : Die Karte mit dem Luchskopf (serie TV)
- 1965 : Mädchen hinter Gittern
- 1970/1971 : Rudi Carrell Show (serie TV), episodios Flughafen, Schule y Camping
- 1972 : Tatort (serie TV), episodio Der Fall Geisterbahn

## Radio
- 1949 : Du lebst noch 105 Minuten, dirección de Karlheinz Schilling
- 1950 : Ein Tag wie morgen, dirección de Fritz Schröder-Jahn
- 1950 : Geschlossene Gesellschaft, dirección de Hartmann Goertz
- 1950 : Aus der Traum, dirección de Ludwig Cremer
- 1952 : Abel Brodersen, dirección de Hans Kettler
- 1953 : Der Engel antwortete, dirección de Wilhelm Semmelroth
- 1954 : Kleiner Papa Schildkröte, dirección de Ulrich Lauterbach
- 1960 : Geronimo und die Räuber, dirección de Heinz-Günter Stamm
- 1962 : Der vierte Platz, dirección de Friedhelm Ortmann
- 1970 : Faust – Der Tragödie dritter Teil, dirección de Ludwig Cremer
- 1971 : Fest des Meeres, dirección de Walter Netzsch y Georg Felsberg

## Autobiografía
- Ursula Herking, Danke für die Blumen. Erinnerungen. Heyne, Múnich 1973, ISBN 3-453-00473-6 (Heyne-Buch 5135).